# Grégory Pujol
Grégory Pujol (ur. 25 stycznia 1980 w Paryżu) – piłkarz francuski grający na pozycji napastnika.

## Kariera klubowa
Karierę piłkarską Pujol rozpoczął w klubie FC Nantes. W 2002 roku był już w kadrze pierwszej drużyny, a 11 września zadebiutował w Ligue 1 w przegranym 1:2 wyjazdowym spotkaniu z AS Monaco. Z kolei swoją pierwszą bramkę w lidze 15 grudnia tamtego roku w meczu przeciwko Troyes AC (2:1). W sezonie 2002/2003 tworzył atak wraz z Maramą Vahiruą, a w następnym walczył o miejsce nie tylko z nim, ale i Rumunem Viorelem Moldovanem. W 2004 roku dotarł wraz z Nantes do finału Pucharu Ligi Francuskiej, który „Kanarki” przegrały po rzutach karnych z FC Sochaux-Montbéliard. W Nantes grał do roku 2005 i łącznie dla tego klubu rozegrał 71 spotkań, w których zdobył 11 goli.
Latem 2005 roku Pujol przeszedł do belgijskiego Anderlechtu. 21 września zaliczył swój debiut w Eerste Klasse, a Anderlecht pokonał 5:1 KSV Roeselare. W całym sezonie strzelił 4 gole w 11 meczach zaliczając m.in. hat-tricka w wygranym 5:0 meczu z KVC Westerlo. Z „Fiołkami” został mistrzem Belgii.
W 2006 roku Grégory wrócił do Francji i został piłkarzem CS Sedan. Swoje pierwsze spotkanie w Sedanie rozegrał 6 sierpnia przeciwko Olympique Marsylia (0:0). W całym sezonie 2006/2007 strzelił 10 goli i był najlepszym strzelcem Sedanu, jednak klub ten spadł do Ligue 2.
Latem 2007 Pujol ponownie zmienił barwy klubowe i podpisał kontrakt z Valenciennes FC, do którego trafił za milion euro. 11 sierpnia zadebiutował w tym klubie, który przegrał 1:3 z AS Saint-Étienne. Obecnie tworzy atak wraz z Johanem Audelem.
| Sezon   | Klub            | Kraj    | Rozgrywki      | Mecze | Bramki | Rozgrywki Europy   | Mecze | Bramki |
| ------- | --------------- | ------- | -------------- | ----- | ------ | ------------------ | ----- | ------ |
| 2001/02 | FC Nantes       | Francja | Ligue 1        | 0     | 0      | Liga Mistrzów UEFA | 1     | 0      |
| 2002/03 | FC Nantes       | Francja | Ligue 1        | 24    | 4      | –                  | –     | –      |
| 2003/04 | FC Nantes       | Francja | Ligue 1        | 28    | 6      | –                  | –     | –      |
| 2004/05 | FC Nantes       | Francja | Ligue 1        | 18    | 1      | –                  | –     | –      |
| 2005/06 | FC Nantes       | Francja | Ligue 1        | 1     | 0      | –                  | –     | –      |
| 2005/06 | RSC Anderlecht  | Belgia  | Jupiler League | 11    | 4      | Liga Mistrzów UEFA | 2     | 0      |
| 2006/07 | CS Sedan        | Francja | Ligue 1        | 36    | 10     | –                  | –     | –      |
| 2007/08 | Valenciennes FC | Francja | Ligue 1        | 29    | 5      | –                  | –     | –      |
| 2008/09 | Valenciennes FC | Francja | Ligue 1        | 33    | 7      | –                  | –     | –      |
| 2009/10 | Valenciennes FC | Francja | Ligue 1        | 31    | 6      | –                  | –     | –      |
| 2010/11 | Valenciennes FC | Francja | Ligue 1        | 33    | 17     | –                  | –     | –      |
| 2011/12 | Valenciennes FC | Francja | Ligue 1        | 13    | 3      | –                  | –     | –      |
| 2012/13 | Valenciennes FC | Francja | Ligue 1        | 24    | 8      | –                  | –     | –      |
| 2013/14 | Valenciennes FC | Francja | Ligue 1        | 0     | 0      | –                  | –     | –      |

Stan na: 25 lipca 2013 r.